# Гуаньнань
Гуаньна́нь (кит. упр. 灌南, пиньинь Guànnán) — уезд городского округа Ляньюньган провинции Цзянсу (КНР). Название уезда означает «южная часть уезда Гуаньюнь».

## История
Когда в Китае было создано первое в истории централизованное государство — империя Цинь — то страна была разделена на округа и уезды, и эти места оказались в составе уезда Цюйсянь (朐县). Во времена империи Хань в 101 году до н. э. император У-ди дал Ли Гуанли титул Хайси-хоу (海西侯), и эти земли стали удельным владением, но в 90 году до н. э. Ли Гуали был убит гуннами, и удельное владение было преобразовано в уезд Хайси (海西县). Во времена Восточной Цзинь уезд Хайси был присоединён к уезду Цюйсянь. В эпоху Южных и Северных династий во времена южной империи Сун эти земли были выделены в уезд Цюйшань (朐山县). После основания империи Мин уезд Цюйшань был расформирован, а его земли перешли под прямое управление властей области Хайчжоу (海州).
После Синьхайской революции в Китае была проведена реформа структуры административного деления, в рамках которой были упразднены области. В 1912 году на землях, ранее напрямую подчинённых властям области Хайчжоу, был образован уезд Дунхай. В апреле 1912 года 11 посёлков в восточной части уезда Дунхай были выделены в новый уезд Гуаньюнь.
В 1953 году был образован Специальный район Хуайинь (淮阴专区), и уезд вошёл в его состав. 23 декабря 1957 года южная часть уезда Гуаньюнь была выделена в отдельный уезд Гуаньнань. В 1970 году Специальный район Хуайинь был переименован в Округ Хуайинь (淮阴地区). В 1983 году округ Хуайинь был расформирован, и уезд перешёл под юрисдикцию городского округа Хуайинь. В 1996 году был передан в состав Ляньюньгана.

## Административное деление
Уезд делится на 10 посёлков и 1 волость.